# Sawley Abbey
Sawley Abbey (auch Salley oder Sallay) ist ein ehemaliges Zisterzienserkloster in England.

## Lage
Die Ruinen des Klosters liegen am Ufer des Flusses Ribble im Dorf Sawley in Lancashire (ehemals West Riding of Yorkshire), etwa 1/2 km nördlich der Straße A 59 von Preston nach Harrogate.

## Geschichte
Das Kloster wurde im Jahr 1147 von dem anglonormannischen Baron William de Percy II als drittes Tochterkloster von Newminster Abbey, einem Tochterkloster von Fountains Abbey, das selbst der Filiation der Primarabtei Clairvaux entstammte, gestiftet und mit Mönchen aus Newminster unter Abt Benedikt besiedelt. Wirtschaftliche Schwierigkeiten in der Anfangszeit konnten durch Stiftungen von Matilda de Percy, Countess of Warwick und Tochter von William Percy, und weiterer Angehöriger der Familie Percy überwunden werden. 1296 wurde die 1172 gegründete Zisterzienserabtei Stanlow Abbey vom Fluss River Mersey nach Whalley (Whalley Abbey) nur wenige Kilometer von Sawley Abbey verlegt, was zu Beschwerden von Sawley führte, mit denen sich das Generalkapitel im Jahr 1305 befasste. 1381 zählte die Abtei neben dem Abt 16 weitere Mönche. 1536 folgte auf den Abt Thomas Bolton William Trafford als letzter Abt, der 1536 an der Pilgrimage of Grace gegen die Aufhebung der kleineren Klöster durch die Krone in diesem Jahr teilnahm und 1537 deshalb wegen Hochverrats gehängt wurde. Sawley Abbey wurde 1536 von der Krone eingezogen. Anschließend wurde das Kloster dem Verfall überlassen. Auf dem Klostergelände entstand ein großes Herrenhaus, das 1884 abgebrochen wurde. Im 19. Jahrhundert fanden unter dem Earl de Grey Sicherungsarbeiten und seit 1970 Ausgrabungen statt. Heute werden die Ruinen von English Heritage betreut.

## Anlage und Bauten
Von der Klosterkirche wurden im Wesentlichen nur der mehrfach erweiterte, rechteckige Chor, der im 16. Jahrhundert zwei Seitenschiffe erhielt, und das Querhaus mit jeweils drei Seitenkapellen (zum Teil noch mit originalen Bodenfliesen) im Osten errichtet (Ende des 12. Jahrhunderts), vom Schiff nur ein kurzer Ansatz. In der Ruine des südlichen Querschiffs hat sich ein Teil der Dormitoriumstreppe erhalten. Die Klausur lag im Süden (rechts) von der Kirche. Das Refektorium lag rechtwinklig zum südlichen Flügel des Kreuzgangs, der in Nord-Süd-Richtung länger war als in Ost-West-Richtung.